# Aladin (Zangilan)
Pour les articles homonymes, voir Aladin.
Aladin est un village de la région de Zangilan en Azerbaïdjan.

## Histoire
En 1993-2020, Aladin était sous le contrôle des forces armées arméniennes. Le 30 octobre 2020, le village d'Aladin a été restitué sous le contrôle de l'Azerbaïdjan.